# Kemba Walker
Pour les articles homonymes, voir Walker.
Kemba Hudley Walker, né le 8 mai 1990 dans l'arrondissement du Bronx à New York, est un joueur américain de basket-ball évoluant au poste de meneur et mesurant 1,81 m.
Après avoir obtenu son diplôme à la Rice High School en 2008, il a joué au basket-ball universitaire pour les Huskies du Connecticut. Au cours de la saison 2010-2011, Walker est le deuxième meilleur marqueur du pays et est nommé First Team All-American. Il a également mené les Huskies au titre de la NCAA en 2011 et remporte le titre de meilleur joueur du tournoi. Ses performances avec les Hornets lui permettent d'être sélectionné au NBA All-Star Game à trois reprises en 2017, 2018 et 2019, ainsi qu'avec les Celtics de Boston en 2020.

## Lycée
Kemba Walker grandit dans le Bronx. Après un bref passage à la Herbert H. Lehman High School, il s'inscrit à la Rice High School où il est entraîné par Maurice Hicks qui a entraîné entre autres Andre Barrett, Keydren Clark et Russell Robinson (en). Lors de son année junior, il joue contre la Simeon Career Academy et Derrick Rose au Madison Square Garden pour une victoire 53 à 51. Au cours de son année senior, il marque 18,2 points et offre 5,3 passes décisives en moyenne par rencontre, ce qui lui permet d'être sélectionné dans la McDonald's All American Team.

## Université

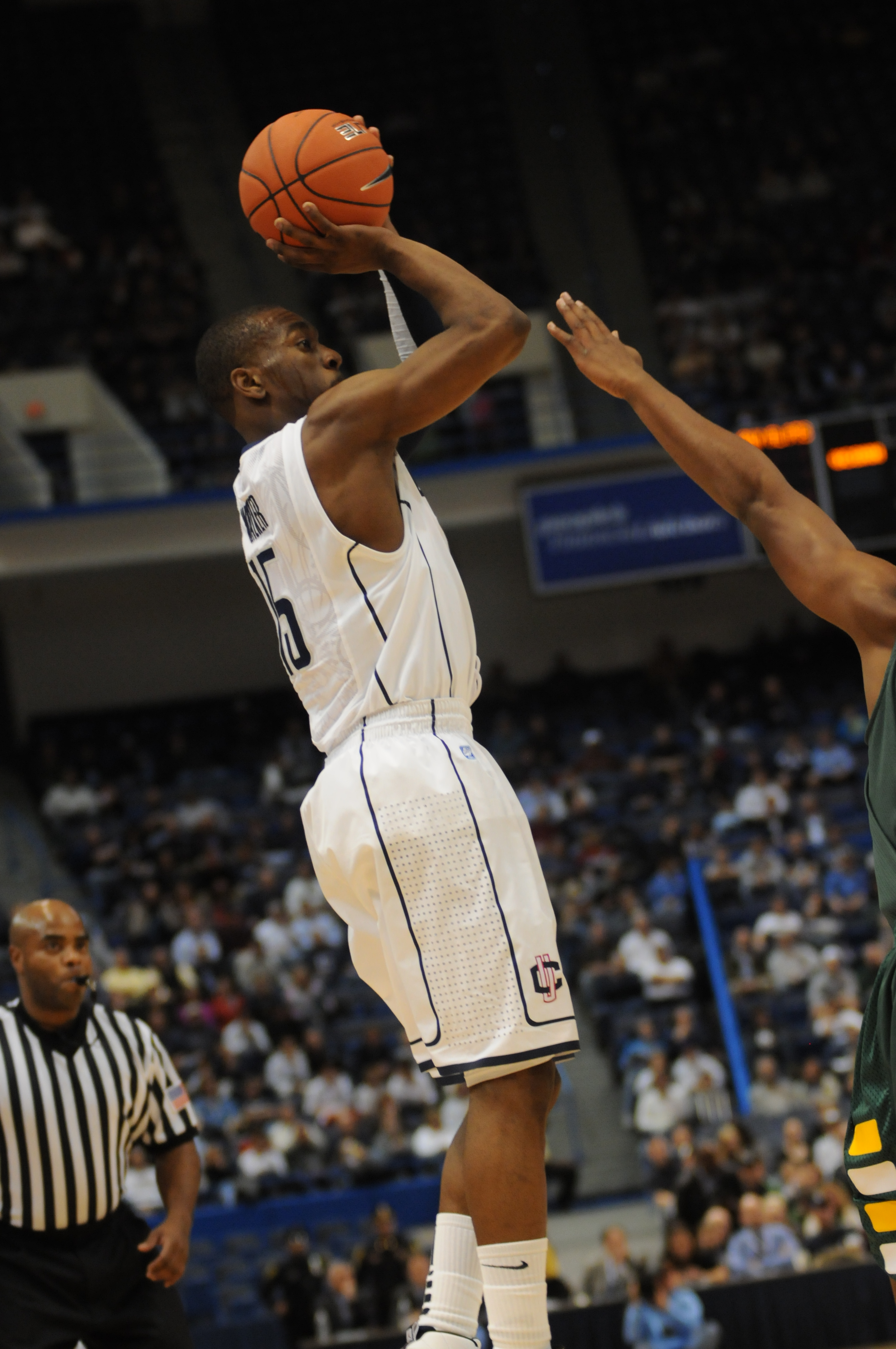

Durant sa première année à l'Université du Connecticut, il permet aux Huskies d'atteindre le Final Four en 2009 avec 23 points inscrits contre Missouri. Pendant son année junior, il est le meilleur marqueur du pays avec 26,7 points par match. Il prend aussi 5 rebonds et offre 3,8 passes décisives par match. Le 14 mars 2011, Kemba Walker est nommé dans la All-American First Team. Il est également finaliste pour le titre de meilleur joueur universitaire de basket-ball de l'année. Le 4 avril 2011, il est sacré Champion de NCAA avec les Huskies et est élu meilleur joueur du tournoi. Walker obtient son diplôme de l’UConn en 3 ans, lui permettant de se présenter à la prochaine draft NBA.

### Buzzer Beaterdu 10 mars 2011
Au cours du tournoi 2011 de la conférence Big East, il inscrit un panier au buzzer face aux Panthers de Pittsburgh et permet ainsi à son équipe d'accéder aux demi-finales. Alors que les deux équipes sont à égalité (74-74), Kemba Walker, positionné en tête de raquette, emmène son défenseur sur le côté gauche de celle-ci en effectuant un cross-over couplé à une feinte de corps pour signifier un drive. Il opère à cet instant un step-back jumper fadeaway qui rentre au buzzer.

## Carrière NBA

### Bobcats/Hornets de Charlotte (2011-2019)

#### Saison 2011-2012: Saison rookie
Il est sélectionné au premier tour de la draft 2011 de la NBA, en 9e position par les Bobcats de Charlotte, franchise détenue par Michael Jordan. Walker signe déjà un contrat de chaussures pluriannuel avec Under Armour, la première recrue de la classe de draft de 2011 à le faire. 
Le 28 janvier 2012, il réalise le premier triple-double de sa carrière en NBA en marquant 20 points, en distribuant 11 passes décisives et en prenant 10 rebonds, rejoignant Boris Diaw et Stephen Jackson comme les seuls joueurs des Bobcats de l’histoire de la franchise à en enregistrer un. Il participe au Rising Stars Challenge en 2012 pendant le All-Star Week-End.

#### Saison 2012-2013
Le 14 novembre 2012, Walker inscrit le premier panier victorieux de sa carrière en NBA contre les Timberwolves du Minnesota. Il termine le match avec 22 points, ainsi que 5 rebonds, 4 passes décisives et 4 interceptions. Le 21 janvier 2013, il marque 35 points, son nouveau record en carrière, contre les Rockets de Houston. Au cours de la saison 2012-2013, Walker est sélectionné, avec son coéquipier Michael Kidd-Gilchrist, au Rising Stars Challenge 2013, où ils ont tous deux marqué 8 points.

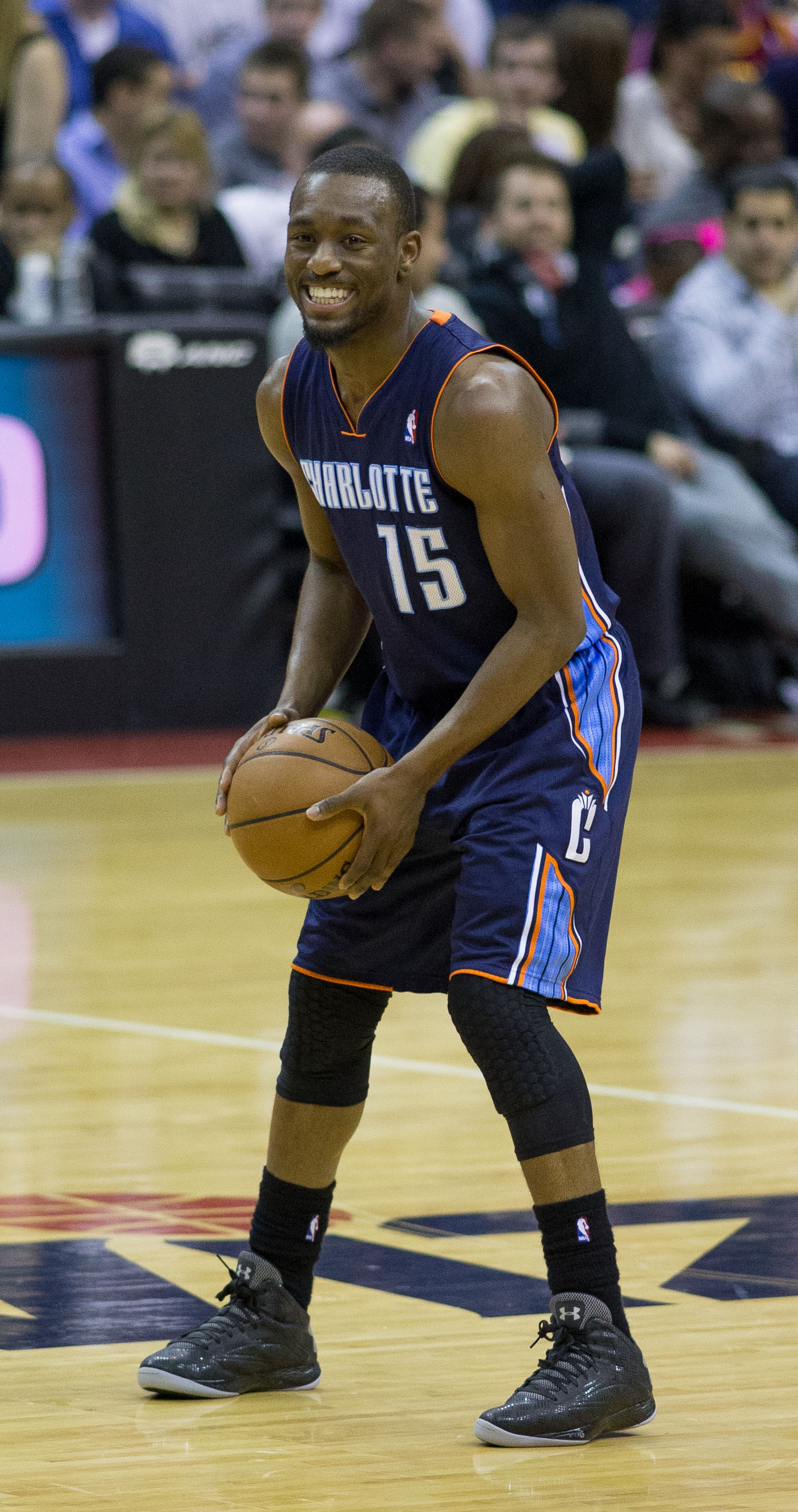
Kemba Walker en 2013.

Kemba termine la saison avec des moyennes de 17,7 points, 5,7 passes décisives, 3,5 rebonds et 2 interceptions par match. Il fait d’importants progrès au cours de sa deuxième saison.

#### Saison 2013-2014
Le 9 décembre 2013, Walker inscrit 31 points, dont 27 en seconde mi-temps, et marque les 15 derniers points pour aider les Bobcats à vaincre les Warriors de Golden State, 115-111. Le 18 décembre 2013, il inscrit un buzzer beater, au-dessus, de Jonas Valančiūnas en prolongation pour battre les Raptors de Toronto. Le 19 février 2014, Walker enregistre 24 points, 5 rebonds et un record en carrière de 16 passes décisives dans une victoire contre les Pistons de Détroit. Cinq jours plus tard, il se voit décerner le titre de joueur de la semaine de la conférence Est, avec des moyennes de 22,5 points, 8,8 passes décisives et 5,5 rebonds sur sept jours. Dans une victoire à domicile contre le Magic d'Orlando le 4 avril 2014, Walker enregistre son deuxième triple-double en carrière avec 13 points, 10 passes décisives et 10 rebonds.
Jouant le Heat de Miami au premier tour des playoffs, avec son coéquipier Al Jefferson forfait en raison d’une blessure au pied, Walker réalise un beau quatrième match avec 29 points, 5 passes décisives, 5 rebonds, 3 contres et 2 interceptions. Cette performance se solde par une défaite et une série jouée en 4 matchs.

#### Saison 2014-2015
En début de saison régulière, il signe une prolongation de contrat de 48 millions de dollars sur quatre ans avec les Hornets. Le 27 décembre, lors d’une défaite contre le Magic d'Orlando, il inscrit 42 points, un record en carrière, et établi un record de franchise des Hornets pour le plus grand nombre de points inscrits en seconde période avec 35 points. En trois matchs consécutivement joués entre le 3 et le 7 janvier, Walker marque 30, 33 et 31 points dans des victoires contre le Magic d'Orlando, les Celtics de Boston et les Pelicans de La Nouvelle-Orléans. Il rejoint ainsi Larry Johnson, Glen Rice, et Kelly Tripucka comme l’un des quatre joueurs de l’histoire de la franchise des Hornets, à inscrire plus de 30 points sur 3 matchs consécutifs. Le 12 janvier, il est nommé joueur de la semaine de la conférence Est. Au cours de la semaine, il gagne l'ensemble des matchs de la semaine et obtient en moyenne 30,3 points, 5,8 rebonds et 4,5 passes décisives en 36,2 minutes.

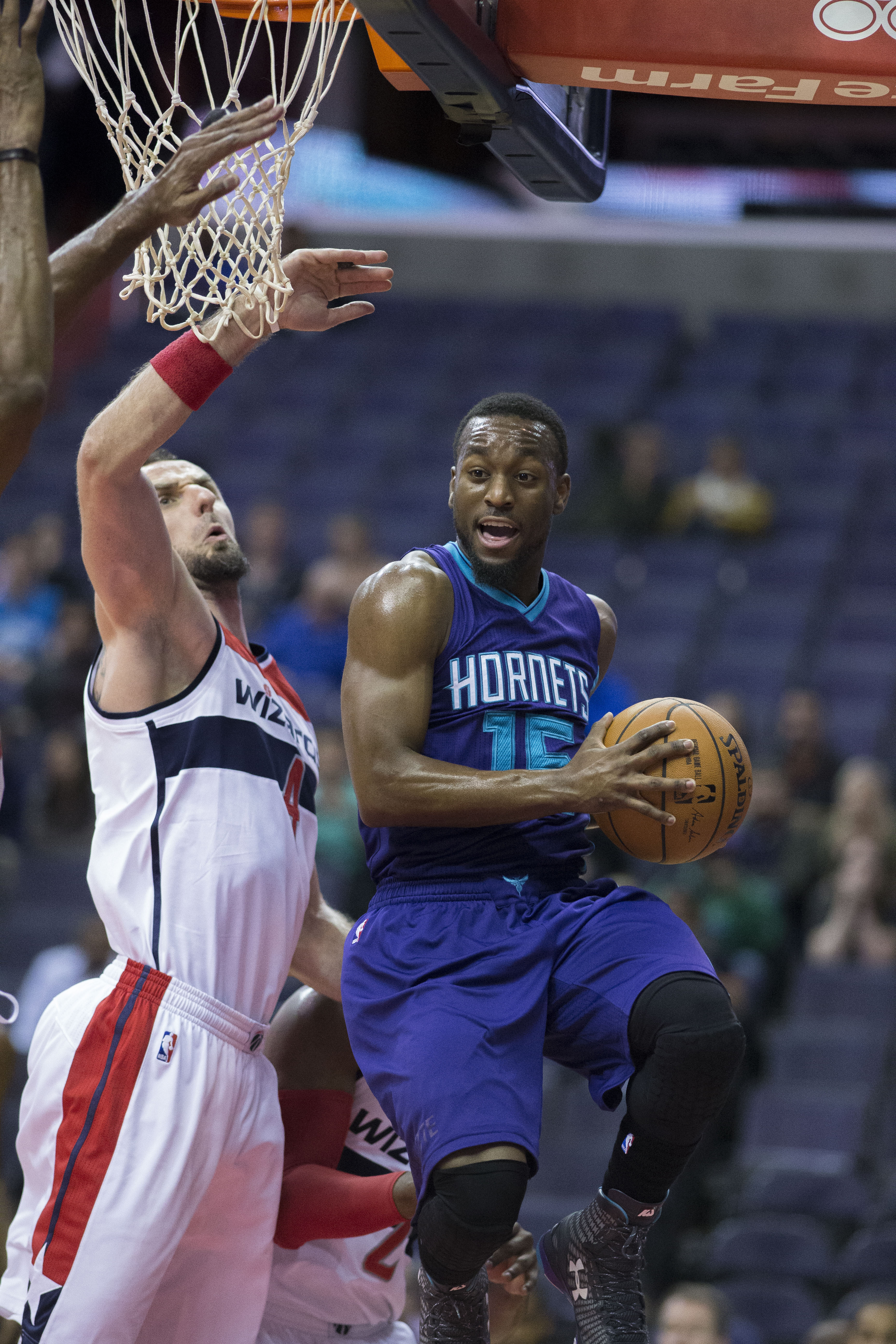
Kemba Walker en 2014.

Le 28 janvier 2015, Walker est écarté pendant six semaines après avoir subi une intervention chirurgicale pour une déchirure méniscale au genou gauche.

#### Saison 2015-2016
Le 18 janvier 2016, Walker bat son record en carrière et celui de la franchise avec 52 points dans une victoire en prolongation contre le Jazz de l'Utah, battant le précédent record de 48 points établi par Glen Rice en mars 1997. Le 9 mars, lors d’une victoire contre les Pelicans de La Nouvelle-Orléans, Walker devient le troisième joueur des Hornets à inscrire 500 paniers à trois points en carrière, rejoignant Dell Curry (929) et Glen Rice (508). Cinq jours plus tard, il obtient son quatrième titre de joueur de la semaine en carrière et le deuxième de la saison 2015-2016, devenant ainsi le sixième joueur de Charlotte à remporter le titre à plusieurs reprises au cours de la même saison. Les Hornets terminent la saison régulière à la 6e place de la conférence Est avec un bilan de 48-34. Au cours du premier tour des playoffs, les Hornets affrontent le Heat de Miami, 3e tête de série, et lors d’une victoire au match 4, le 25 avril, Walker marque 34 points, ce qui a permis aux Hornets d’égaliser à 2-2 dans la série. Il dépasse cette marque dans le sixième match de la série, marquant 37 points dans une défaite, permettant au Heat d'égaliser à 3-3. Les Hornets s'inclinent dans le septième match, mettant un terme à la saison.

#### Saison 2016-2017: Statut de All-Star
Il réalise sa meilleure marque de la saison le 11 novembre, enregistrant 40 points, 10 rebonds et 6 passes décisives dans une défaite contre les Raptors de Toronto. Le 29 décembre, avec 22 points contre le Heat de Miami, Walker enregistre son 7000e point avec la franchise de Charlotte. Il devient le quatrième joueur de l’histoire de la franchise à atteindre ce stade, et est le deuxième à l'atteindre le plus rapidement, en 396 matchs. Le 26 janvier, il est nommé remplaçant de la conférence Est pour le NBA All-Star Game 2017, sa première sélection. Le 31 janvier, il marque 22 points contre les Trail Blazers de Portland et se hisse au troisième rang de la liste des meilleurs marqueurs de la franchise. Le 6 mars, il est nommé joueur de la semaine de la conférence Est. Le 31 mars 2017, il inscrit 31 points contre les Nuggets de Denver. Pendant le match, Walker devient le deuxième joueur de l’histoire de l’équipe à atteindre 8 000 points en carrière, le seul autre joueur à atteindre cette marque est Dell Curry avec 9 839 points.

#### Saison 2017-2018
Le 15 janvier, il marque 20 points dans une victoire contre les Pistons de Détroit, atteignant ainsi 9 000 points en carrière. Le 24 janvier, lors d’une défaite contre les Pelicans de La Nouvelle-Orléans, Walker devient le deuxième joueur des Hornets à atteindre 900 paniers à trois points en carrière, rejoignant Dell Curry. Walker bat ce record le 4 février contre les Suns de Phoenix. Le 8 février, Walker remplace Kristaps Porziņģis, blessé, pour le NBA All-Star Game 2018, marquant sa deuxième sélection consécutive. Le 22 mars, il marque 46 points avec 10 points à trois points dans une victoire 140-79, contre les Grizzlies de Memphis. Le 28 mars 2018, il devient le meilleur marqueur de l'histoire des Hornets de Charlotte, dépassant Dell Curry.

#### Saison 2018-2019
Le 20 octobre 2018, il inscrit 39 points pour porter les Hornets à une victoire contre le Heat de Miami. Pendant le match, il éclipse la marque de 10 000 points en carrière. Le 17 novembre, il bat son précédent record personnel et de franchise, en inscrivant 60 points dans une défaite en prolongation contre les 76ers de Philadelphie. Le 5 décembre contre les Timberwolves du Minnesota, Walker obtient sa 502e titularisation en carrière pour Charlotte, soir le plus grand nombre pour un joueur des Hornets, dépassant Muggsy Bogues. Le 24 janvier, il est nommé titulaire pour la conférence Est au NBA All-Star Game 2019. Le 5 avril, il marque 29 points dans une victoire contre les Raptors de Toronto, rejoignant ainsi Glen Rice comme le seul joueur de l’histoire de la franchise à marquer 2 000 points en une saison. Il est par la suite nommé joueur de la semaine de la conférence Est, marquant ainsi son septième titre de joueur de la semaine en carrière. Le 10 avril, lors du match final de la saison des Hornets, Walker inscrit 43 points dans une défaite contre le Magic d'Orlando. À l'issue de la saison, il est nommé dans la All-NBA Third Team, sa première sélection dans une All-NBA Team.
L'année de son départ, il est unanimement reconnu, aussi bien par ses pairs que par les fans, comme étant le meilleur joueur de l'histoire de la franchise de Charlotte.

### Celtics de Boston (2019-2021)
Désireux de rejoindre une franchise capable de briller en playoffs, Kemba Walker rejoint les Celtics de Boston en signant, le 1er juillet 2019, un contrat de 141 millions de dollars sur 4 ans. 

#### Saison 2019-2020
En janvier 2020, il est sélectionné pour la quatrième fois de sa carrière pour le NBA All-Star Game. En mars, la saison est interrompue à cause de la pandémie de Covid-19. Lors de la reprise, dans la bulle de Disney World d’Orlando, son équipe réalise un beau parcours en playoffs puisque les Celtics battent les 76ers de Philadelphie puis les Raptors de Toronto. Cependant, les performances individuelles de Walker sont mitigées. "Pour être honnête, je joue terriblement mal", reconnaît-il après le match 1 de la finale de conférence contre le Heat de Miami. Finalement, son équipe est défaite 4-2.

#### Saison 2020-2021
Après cette saison, les Celtics confirment que Kemba reçoit des injections de cellules souches dans le genou gauche et qu’il est absent pour 12 semaines, le mettant de côté pour le début de la saison 2020-2021.
Le 18 juin 2021, il est transféré au Thunder d'Oklahoma City en échange de Moses Brown et Al Horford. Kemba Walker est coupé le 6 août 2021 et joue cette saison avec les Knicks de New York,.

### Knicks de New York (2021-2022)

#### Saison 2021-2022
Il signe officiellement son contrat avec les Knicks de New York le 11 août 2021. Natif du Bronx, Kemba Walker retrouve sa ville de naissance.
Le 23 février 2022, Kemba Walker se retrouve écarté par les Knicks jusqu'à la fin de la saison.
Le soir de la draft 2022, il est envoyé vers les Pistons de Détroit dans un échange avec qui il trouve un accord pour devenir agent libre. Tout juste avant la reprise de la saison, les Pistons de Détroit ont décidé de couper le joueur qui se retrouve donc sans club à l'aube de la saison 2022-2023.

### Mavericks de Dallas (2022-2023)
Le 29 novembre 2022, il s'engage avec les Mavericks de Dallas et remplace ainsi Facundo Campazzo. Le 17 décembre 2022, présent dans le cinq de départ pour la première fois depuis dix mois, il inscrit 32 points, prend 5 rebonds et réalise 7 passes décisives lors d'une défaite face aux Cavaliers de Cleveland. Il est coupé le 6 janvier 2023.

## Carrière en Europe

### AS Monaco puis retraite (2023-2024)
Le 21 juillet 2023, il quitte les États-Unis pour le championnat de France et l'Euroligue, et s'engage avec l'AS Monaco.
Le 2 juillet 2024, il annonce sa retraite sportive.

## Palmarès

### NCAA
- Champion NCAA en 2011 avec les Huskies du Connecticut.

### Distinctions personnelles

#### NBA
- 4 sélections au NBA All Star en 2017, 2018, 2019 et 2020.
- All-NBA Third Team en 2019.
- 2 fois NBA Sportsmanship Award en 2017 et 2018.

#### NCAA
- Meilleur joueur du tournoi NCAA en 2011.
- Consensus First-Team All-American en 2011.
- Bob Cousy Award en 2011.

#### Lycée
- Second-team Parade All-American en 2008.
- McDonald's All-American en 2008.

## Statistiques

### Universitaires
| Saison    | Équipe      | Matchs | Titul. | Min./m | % Tir | % 3pts | % LF | Rbds/m. | Pass/m. | Int/m. | Ctr/m. | Pts/m. |
| --------- | ----------- | ------ | ------ | ------ | ----- | ------ | ---- | ------- | ------- | ------ | ------ | ------ |
| 2008-2009 | Connecticut | 36     | 3      | 25,1   | 47,0  | 27,1   | 71,5 | 3,47    | 2,89    | 1,03   | 0,17   | 8,92   |
| 2009-2010 | Connecticut | 34     | 34     | 35,2   | 40,5  | 33,9   | 76,7 | 4,26    | 4,97    | 2,09   | 0,41   | 14,62  |
| 2010-2011 | Connecticut | 41     | 41     | 37,6   | 42,8  | 33,0   | 81,9 | 5,44    | 4,49    | 1,88   | 0,17   | 23,54  |
| Carrière  | Carrière    | 111    | 78     | 32,8   | 42,9  | 32,6   | 78,3 | 4,44    | 4,12    | 1,67   | 0,24   | 16,06  |

### Saison régulière
| Saison    | Équipe    | Matchs | Titul. | Min./m | % Tir | % 3pts | % LF | Rbds/m. | Pass/m. | Int/m. | Ctr/m. | Pts/m. |
| --------- | --------- | ------ | ------ | ------ | ----- | ------ | ---- | ------- | ------- | ------ | ------ | ------ |
| 2011-2012 | Charlotte | 66     | 25     | 27,2   | 36,6  | 30,5   | 78,9 | 3,55    | 4,39    | 0,91   | 0,32   | 12,11  |
| 2012-2013 | Charlotte | 82     | 82     | 34,9   | 42,3  | 32,2   | 79,8 | 3,45    | 5,73    | 1,95   | 0,38   | 17,74  |
| 2013-2014 | Charlotte | 73     | 73     | 35,8   | 39,3  | 33,3   | 83,7 | 4,19    | 6,12    | 1,18   | 0,44   | 17,66  |
| 2014-2015 | Charlotte | 62     | 58     | 34,2   | 38,5  | 30,4   | 82,7 | 3,55    | 5,13    | 1,44   | 0,50   | 17,34  |
| 2015-2016 | Charlotte | 81     | 81     | 35,6   | 42,7  | 37,1   | 84,7 | 4,41    | 5,20    | 1,57   | 0,48   | 20,85  |
| 2016-2017 | Charlotte | 79     | 79     | 34,7   | 44,3  | 39,9   | 84,7 | 3,90    | 5,49    | 1,08   | 0,28   | 23,16  |
| 2017-2018 | Charlotte | 80     | 80     | 34,2   | 43,1  | 38,4   | 86,4 | 3,10    | 5,55    | 1,14   | 0,30   | 22,12  |
| 2018-2019 | Charlotte | 82     | 82     | 34,9   | 43,4  | 35,6   | 84,4 | 4,40    | 5,90    | 1,24   | 0,41   | 25,63  |
| 2019-2020 | Boston    | 56     | 56     | 31,1   | 42,5  | 38,1   | 86,4 | 3,88    | 4,79    | 0,86   | 0,50   | 20,45  |
| 2020-2021 | Boston    | 43     | 43     | 31,8   | 42,0  | 36,0   | 89,9 | 4,00    | 4,90    | 1,10   | 0,33   | 19,30  |
| 2021-2022 | New York  | 37     | 37     | 25,6   | 40,3  | 36,7   | 84,5 | 3,00    | 3,50    | 0,70   | 0,20   | 11,60  |
| 2022-2023 | Dallas    | 9      | 1      | 16,0   | 42,1  | 25,0   | 81,0 | 1,80    | 2,10    | 0,20   | 0,20   | 8,00   |
| Carrière  | Carrière  | 750    | 697    | 33,1   | 41,8  | 36,0   | 84,0 | 3,80    | 5,30    | 1,20   | 0,40   | 19,30  |

Mise à jour le 21 juillet 2023.

### Playoffs
| Saison   | Équipe    | Matchs | Titul. | Min./m | % Tir | % 3pts | % LF | Rbds/m. | Pass/m. | Int/m. | Ctr/m. | Pts/m. |
| -------- | --------- | ------ | ------ | ------ | ----- | ------ | ---- | ------- | ------- | ------ | ------ | ------ |
| 2014     | Charlotte | 4      | 4      | 38,2   | 47,3  | 50,0   | 77,8 | 3,75    | 6,00    | 2,00   | 0,75   | 19,50  |
| 2016     | Charlotte | 7      | 7      | 37,1   | 36,6  | 32,6   | 94,3 | 3,00    | 4,00    | 1,29   | 0,58   | 22,71  |
| 2020     | Boston    | 17     | 17     | 36,9   | 44,1  | 31,0   | 85,2 | 4,06    | 5,06    | 0,88   | 0,41   | 19,65  |
| 2021     | Boston    | 3      | 3      | 30,3   | 31,7  | 17,6   | 90,0 | 4,0     | 4,0     | 0,30   | 0,00   | 12,70  |
| Carrière | Carrière  | 31     | 31     | 36,5   | 41,2  | 32,4   | 86,8 | 3,80    | 4,80    | 1,14   | 0,50   | 19,60  |

Mise à jour le 18 juin 2021.

## Records sur une rencontre en NBA
Les records personnels de Kemba Walker en NBA sont les suivants, :
| Record de la franchise |

| Type de statistique        | Saison régulière | Saison régulière      | Saison régulière | Playoffs | Playoffs                | Playoffs          |
| Type de statistique        | Record           | Adversaire            | Date             | Record   | Adversaire              | Date              |
| -------------------------- | ---------------- | --------------------- | ---------------- | -------- | ----------------------- | ----------------- |
| Points                     | 60               | 76ers de Philadelphie | 17 novembre 2018 | 37       | Heat de Miami           | 29 avril 2016     |
| Paniers marqués            | 21               | 76ers de Philadelphie | 17 novembre 2018 | 14       | Heat de Miami           | 29 avril 2016     |
| Paniers tentés             | 34               | 76ers de Philadelphie | 17 novembre 2018 | 30       | Heat de Miami           | 29 avril 2016     |
| Paniers à 3 points réussis | 10               | Grizzlies de Memphis  | 22 mars 2018     | 4        | 8 fois                  | 8 fois            |
| Paniers à 3 points tentés  | 17               | @ Hawks d'Atlanta     | 9 février 2019   | 11       | Heat de Miami           | 17 septembre 2020 |
| Lancers francs réussis     | 14               | 5 fois                | 5 fois           | 12       | @ 76ers de Philadelphie | 23 août 2020      |
| Lancers francs tentés      | 16               | 2 fois                | 2 fois           | 13       | @ 76ers de Philadelphie | 23 août 2020      |
| Rebonds offensifs          | 5                | Lakers de Los Angeles | 20 décembre 2016 | 2        | 3 fois                  | 3 fois            |
| Rebonds défensifs          | 10               | 2 fois                | 2 fois           | 7        | @ 76ers de Philadelphie | 21 août 2020      |
| Rebonds totaux             | 12               | Magic d'Orlando       | 21 novembre 2014 | 8        | @ 76ers de Philadelphie | 21 août 2020      |
| Passes décisives           | 16               | Pistons de Détroit    | 19 février 2014  | 10       | @ Raptors de Toronto    | 30 août 2020      |
| Interceptions              | 8                | Mavericks de Dallas   | 10 novembre 2012 | 3        | Raptors de Toronto      | 3 septembre 2020  |
| Contres                    | 4                | 2 fois                | 2 fois           | 3        | Heat de Miami           | 28 avril 2014     |
| Balles perdues             | 9                | 76ers de Philadelphie | 17 novembre 2018 | 6        | @ Heat de Miami         | 20 avril 2014     |
| Minutes jouées             | 49               | Bucks de Milwaukee    | 29 décembre 2014 | 52       | Raptors de Toronto      | 9 septembre 2020  |

- Double-double : 48 (dont 1 en playoffs)
- Triple-double : 3

Dernière mise à jour : 25 décembre 2021

## Salaires
Les gains de Kemba Walker en NBA sont les suivants :
| Saison      | Équipe                  | Salaire       |
| ----------- | ----------------------- | ------------- |
| 2011-2012   | Bobcats de Charlotte    | 2 356 320 $   |
| 2012-2013   | Bobcats de Charlotte    | 2 532 960 $   |
| 2013-2014   | Bobcats de Charlotte    | 2 568 360 $   |
| 2014-2015   | Hornets de Charlotte    | 3 272 091 $   |
| 2015-2016   | Hornets de Charlotte    | 12 000 000 $  |
| 2016-2017   | Hornets de Charlotte    | 12 000 000 $  |
| 2017-2018   | Hornets de Charlotte    | 12 000 000 $  |
| 2018-2019   | Hornets de Charlotte    | 12 000 000 $  |
| 2019-2020   | Celtics de Boston       | 32 742 000 $  |
| 2020-2021   | Celtics de Boston       | 34 379 100 $  |
| 2021-2022   | Thunder d'Oklahoma City | 26 238 422 $  |
| 2021-2022   | Knicks de New York      | 8 729 020 $   |
| 2022-2023   | Thunder d'Oklahoma City | 27 431 078 $  |
| 2022-2023   | Pistons de Détroit      | 9 165 471 $   |
| 2022-2023   | Mavericks de Dallas     | 684 712 $     |
| Total Gains | Total Gains             | 198 099 534 $ |

## Pour approfondir
- Liste des meilleurs marqueurs en NBA en carrière.
- Liste des meilleurs marqueurs à trois points en NBA en carrière.
- Liste des joueurs de NBA avec 60 points et plus sur un match.